# Dood van Mitch Henriquez
Mitch Henriquez (Aruba, 17 februari 1973 – Den Haag, 28 juni 2015), een Arubaanse man, overleed aan de gevolgen van geweld bij een aanhouding in Den Haag op 27 juni 2015 door de Nederlandse politie. Naar aanleiding van zijn overlijden ontstond veel ophef over de toedracht en de doodsoorzaak en werd vervolging ingesteld tegen twee van de betrokken agenten.

## Verloop
Op 27 juni 2015 vond in het Zuiderpark in Den Haag het muziekfestival Night at the Park plaats. Tijdens het evenement riep de, naar later bleek ongewapende, Arubaanse bezoeker Mitch Henriquez herhaaldelijk tegen agenten dat hij een wapen bij zich zou hebben en wees of greep daarbij naar zijn kruis of broekband.
Welke toedracht en welke omstandigheden leidden tot het gedrag van Henriquez, zowel voorafgaand als tijdens het incident, blijft tot op heden een onbeantwoorde kernvraag. Het antwoord op deze vraag is immers van belang om duidelijkheid te kunnen verschaffen of er, juridisch gezien, wellicht sprake is geweest van een (partiële) “culpa in causa”. Vast staat echter dat Henriquez onder invloed van alcohol verkeerde, zoals middels beeldmateriaal, getuigenverklaringen en sectie onomstotelijk is vastgesteld.
Henriquez gaf geen gehoor aan aanvankelijke vorderingen van zijn begeleiders en de politie om te vertrekken. Hij maakte zich los van zijn kameraden en bleef de politie provoceren met wapendreiging, terwijl de dag tevoren in Tunesië een grote terroristische aanslag had plaatsgevonden. Vijf politieagenten beoordeelden zijn gedrag als bedreigend, en overmeesterden Henriquez met geweld. Een van de agenten hield hem in een nekklem terwijl de andere vier agenten hem hardhandig in de boeien sloegen en hem vervolgens in een politiebusje droegen. Kort hierop is Henriquez overleden, waarschijnlijk door zuurstofgebrek, veroorzaakt door het politieoptreden. Er zijn geen andere verklaringen gevonden voor het zuurstoftekort, en er zijn geen natuurlijke oorzaken voor het overlijden gevonden. Henriquez had niet "te veel" alcohol gedronken en geen drugs gebruikt, zei hoofdofficier Kitty Nooy van het Openbaar Ministerie tijdens een persconferentie in Den Haag op 1 juli 2015. De officier van justitie verklaarde tijdens de rechtszaak dat er geen concrete reden was voor de agenten om aan te nemen dat Henriquez een vuurwapen droeg. Het Gerechtshof heeft echter geoordeeld dat de aanhouding rechtmatig was op basis van de waargenomen ordeverstoring en dreiging met geweld.
De vijf betrokken agenten werden geschorst. Politiechef Paul van Musscher verklaarde dat de dood van Henriquez hard is aangekomen bij de politie.
Henriquez werd een week na zijn dood begraven in zijn geboorteland Aruba.

## Impact
Een dag na zijn overlijden ontstond veel onrust in de Haagse Schilderswijk. Er braken rellen uit, waarbij politieagenten werden belaagd met flessen en stenen. De Mobiele Eenheid moest worden ingezet om de orde te herstellen.

## Vervolging
Op 19 september 2016 maakte het Nederlands Openbaar Ministerie bekend dat twee agenten vervolgd zouden gaan worden. De drie andere betrokken agenten werden niet vervolgd, omdat de handelingen die zij verricht hadden volgens het OM waren toegestaan in geval van verzet tegen aanhouding. De twee agenten werd doodslag, dan wel (zware) mishandeling (met de dood ten gevolge), dan wel dood door schuld ten laste gelegd, één wegens het toepassen van een nekklem, en de ander omdat hij Henriquez op zijn neus zou hebben geslagen en pepperspray zou hebben gebruikt.
De Rechtbank Den Haag veroordeelde beide agenten op 21 december 2017 tot een voorwaardelijke gevangenisstraf voor de duur van zes maanden wegens mishandeling met de dood als gevolg. De rechtbank kon de precieze doodsoorzaak niet vaststellen, maar oordeelde dat in ieder geval een causaal verband bestond tussen het toepassen van de nekklem en de dood van Henriquez. Naar het oordeel van de rechtbank waren het toepassen van de nekklem en het in het gezicht slaan en in het gezicht wrijven van pepperspray beide op zichzelf niet onrechtmatig, maar was het toepassen van de nekklem naar zijn duur disproportioneel en bijgevolg onrechtmatig, en had de tweede agent Henriquez "vanwege de onvoorspelbare cumulatieve gevolgen" niet mogen slaan en hem geen pepperspray in het gezicht mogen wrijven terwijl die nekklem werd toegepast.
Op 19 juni 2019 werd de agent die de nekklem toepaste in hoger beroep door het Gerechtshof Den Haag opnieuw veroordeeld tot een geheel voorwaardelijk gevangenisstraf van zes maanden. De tweede agent werd in hoger beroep vrijgesproken. Het gerechtshof was, anders dan de rechtbank, van oordeel dat zijn handelen in de gegeven omstandigheden niet buitenproportioneel was. De veroordeelde agent is in cassatie gegaan, maar de veroordeling is door de Hoge Raad in stand gehouden.